# Christopher Reinhardt (Ruderer)

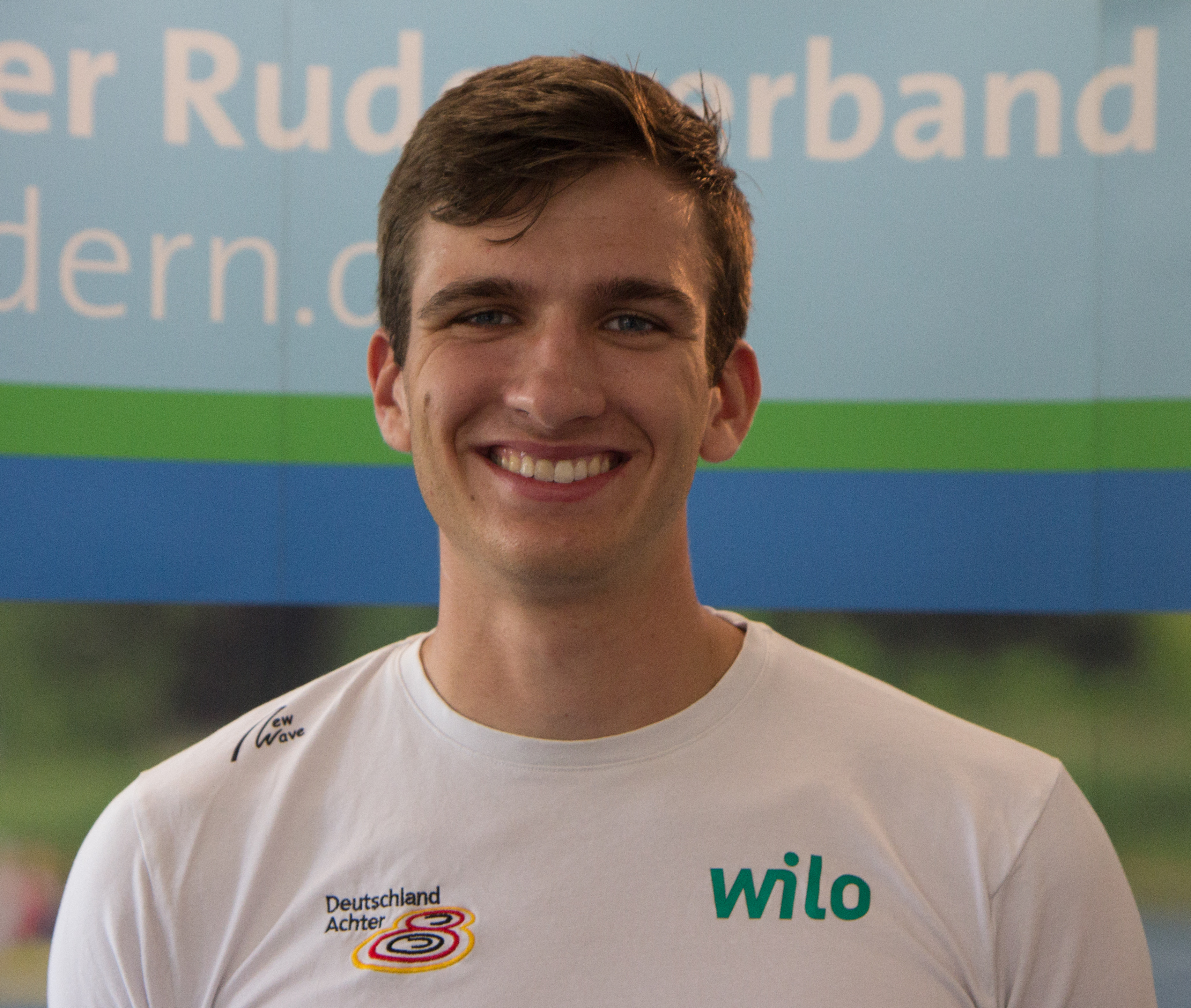
Christopher Reinhardt, 2017

Christopher Reinhardt (* 3. Juli 1997 in Bergisch Gladbach) ist ein deutscher Ruderer.
Christopher Reinhardt vom Ruderverein Dorsten belegte bei den  Junioren-Weltmeisterschaften 2015 den dritten Platz mit dem Vierer ohne Steuermann. 2016 erkämpfte er mit dem Achter die Bronzemedaille bei den U23-Weltmeisterschaften. Bei den Ruder-Weltmeisterschaften 2017 erreichte der deutsche Vierer ohne Steuermann mit Wolf-Niclas Schröder, Laurits Follert, Christopher Reinhardt und Paul Gebauer das Finale und belegte den sechsten Platz. 2018 fiel Reinhardt wegen einer Knieverletzung aus. Im Mai 2019 gewann der Zweimetermann Christopher Reinhardt mit dem Deutschland-Achter bei der Wedau-Regatta. Anfang Juni siegte Reinhardt mit dem Deutschland-Achter bei den Europameisterschaften 2019 in Luzern vor den Briten und den Niederländern. Bei den Weltmeisterschaften siegten die Deutschen vor den Niederländern und den Briten.